# 乔治·福雷斯特
乔治·福雷斯特（George Forrest，1873年3月13日—1932年1月5日）是一名英国植物学家和探险家，以20世纪初在中国云南采集了大量植物标本而知名。
乔治·福雷斯特出生于苏格兰福尔柯克，曾就读于基尔马诺克学院，之后又跟随一名当地的药剂师当学徒。在当学徒期间他掌握了一些植物的药用知识并学会了制作植物标本。之后他继承了一笔遗产，此时澳大利亚出现淘金热，他于1891年前往澳大利亚，直到1902年才回到英国。回国后他在爱丁堡皇家植物园的植物标本馆工作。之后经人介绍，与利物浦的一位棉花商人任亚瑟·基尔平·布利结识，后者准备赞助一支探险队到中国西部地区采集植物，特别是杜鹃花属植物。乔治·福雷斯特接受了这项任务。
从1904年到1932年，乔治·福雷斯特在云南进行了7次考察，采集了三万多份标本，发现大量新物种，仅以其名字为学名的就超过30种。
1932年，他在云南腾冲附近死于心脏病。